# Ekonomika Madagaskaru
Ekonomika Madagaskaru je tržní ekonomikou, která je podporována zemědělským průmyslem a rozvíjejícím se turistickým, textilním a těžebním průmyslem. Madagaskarské zemědělství produkuje tropické základní plodiny, jako je rýže a maniok, a také tržní plodiny, jako je vanilka a káva.
Madagaskar vyváží své produkty zejména do Spojených států a Evropské unie, což podpořilo růst textilního průmyslu. V důsledku madagaskarské politické krize v roce 2009 došlo k omezení zahraničních investic a poklesu ekonomiky; zahraniční investice se obnovily po obnovení situace na začátku roku 2014. Madagaskar je podle OSN jednou z nejméně rozvinutých zemí.

## Zemědělství
Přestože je na Madagaskaru asi jenom 5 % úrodné půdy, kterou je možné obdělávat, většina obyvatel se živí zemědělstvím. Rozmanité podnebí, které se liší region od regionu, napomáhá k pěstování různých druhů plodin. Přibližně 75 % obdělávané půdy představuje výroba potravinářských plodin, které jsou pro zemi velmi důležité. Nejzákladnější potravinou je rýže, která zabírá podstatnou část obdělávané plochy po celé zemi s výjimkou některých suchých či polosuchých míst na jihu a jihozápadě. Mezi další potravinářské plodiny, které se pěstují na Madagaskaru, patří maniok, který je velmi odolný, co se týče různých nepřízní počasí či chorob, a tudíž funguje jako dobrá strategie pro drobné podnikatele ke snižování rizik. Dále se zde sklízí například kukuřice, čirok, fazole, podzemnice olejná, sladké brambory, mango, banány, ananasy a různé druhy zeleniny. Mezi hlavní plodiny, které se pěstují za účelem zisku, patří mimo jiné vanilka, bavlna, káva, pepř, tabák a liči. Madagaskar patří mezi největší producenty vanilky na světě.

### Hospodářská zvířata a rybolov
Příjmy přibližně 60 % venkovských rodin závisí na živočišné výrobě. Jedná se zejména o chov skotu, ovcí, koz, prasat a drůbeže. Největším problémem je vysoká nemocnost hospodářských zvířat. Jedná se například o newcastleskou chorobu, která postihuje drůbež, či africký mor prasat, který ohrožuje prasata. 
Na Madagaskaru je velmi významný rybolov. Nejenže je zde obrovský potenciál v lovu krevet, ale také se z Madagaskaru vyváží mnoho ryb, zejména do Evropy.

## Průmysl

### Těžební průmysl
Ačkoliv byl Madagaskar mezi lety 1971–1991 řazen mezi 10 nejchudších zemí světa, jsou na ostrově malá naleziště nerostných surovin, a dokonce v roce 2005 byly na ostrově objeveny velké zásoby ropy. Ropa by se v budoucnu mohla stát důležitým prvkem, který by mohl pomoci v ekonomickém rozvoji ostrova. Infrastruktura je ale velmi špatná, tudíž nedochází k dostatečnému využití nerostných surovin, jako je třeba zlato, nikl, kobalt, drahokamy, grafit a ropa. Další důležitou surovinou, která se na Madagaskaru těží a vyváží, je dřevo. Pokud se zlepší výroba elektrické energie a infrastruktura silniční a železniční dopravy, tak by se díky těžbě ropy či drahokamů a také díky turistice mohla ekonomická situace výrazně zlepšit.

### Energetika
Energetika je nejslabším odvětvím ekonomiky země, a málo se dělá, aby se to zlepšilo. Sám Madagaskar není schopen řešit své energetické problémy a zahraniční investoři se domnívají, že nemá smysl se zapojovat do tak dlouhodobých a nákladných projektů. Výsledkem je skutečná slabost energetiky země. 
Na Madagaskaru je 7 malých vodních elektráren, které dodávají přibližně 65% veškeré energie v zemi. Důležitým zdrojem energie na ostrově je palivové dříví. Madagaskar je neuvěřitelně bezlesý, ale dříví se stále používá pro topení: velká část populace prostě nemá alternativy. Dalším zdrojem energie je takzvaný bioplyn, který se získává z odpadu z cukrové třtiny.
Důležitou roli na ostrově hraje použití různých druhů ropných produktů. Zásobování ostrova ropou a palivem zajišťuje rafinerie u města Toamasina, kde se vyrábí asi 310 000 tun ropných produktů. Částečně se používají na místě, druhá část jde na export.

## Služby

### Turistika
Turistický průmysl není na Madagaskaru dostatečně využit, ačkoliv se zde nachází jedinečná fauna i flóra. Rozmach turismu brzdí zejména časté přírodní katastrofy, nebezpečí vypuknutí epidemií či nejasná politická situace. Každopádně tento ostrov nabízí mnoho turistických využití, ať už se jedná o surfování, potápění, rybaření, šnorchlování nebo putování za lemury. 

### Doprava
Turistický průmysl je jedním z hlavních zdrojů růstu ekonomiky. Madagaskarská vláda proto věnuje zvláštní pozornost rozvoji dopravy. Konkrétně jde o dopravu leteckou, železniční, veřejnou a také o taxislužby a autopůjčovny.
Letecká doprava
Optimálním a nejrychlejším způsobem pohybu po republice jsou letadla. Letecká doprava na ostrově Madagaskar se vyvíjí poměrně dobře. Na jeho území funguje 83 letišť. To umožňuje snadný pohyb po celé zemi a okolních ostrovech. Největší letiště na ostrově Madagaskar je Ivato, které leží 45 km od hlavního města.
Hlavním dopravcem je společnost Air Madagaskar.
Železniční doprava
Celková délka železnic na ostrově je 850 km. Jejich výstavba začala v roce 1901 a trvala pouhých 8 let. Většina železniční dopravy Madagaskarské republiky je pod správou společnosti Madarail. 
Zbytek železničních tratí řídí jiná společnost – FCE (Fianarantsoa-Côte-Est).
Veřejná doprava na Madagaskaru
Nejjednodušší a nejlevnější způsob, jak se pohybovat po ostrově jsou autobusy. Obzvláště jsou zde populární minibusy, které mohou pojmout až 25 cestujících.
Taxi a půjčovna aut na Madagaskaru
Po městě je nejjednodušší se pohybovat taxíkem. Pouze je třeba vzít v úvahu, že zde pracují jak licencovaní, tak soukromí dopravci. Jízdné se u nich výrazně liší, takže o nákladech na cestu je třeba vědět předem.
Milovníci autopůjčoven se lépe postarají o pronájem před příjezdem do země. Tento druh dopravy není v republice příliš populární. Pronajmout si auto je možné pouze ve velkých lázeňských centrech nebo cestovních kancelářích. A někdy je levnější pronajmout auto s řidičem, který se dobře orientuje na místních silnicích.

## Zahraniční obchod a investice
Evropská unie je největším obchodním partnerem Madagaskaru. Na jeho celkovém zahraničním obchodu má podíl 29,1%. Co se týče vývozu z Madagaskaru je Evropská unie také na prvním místě (42,6%), dále následuje USA (16,5%), Čína (6,6%), Japonsko (6%), Jižní Korea (3,7%), Indie (3,2%) a Singapur s Jihoafrickou republikou (2,4%). Naopak hlavním zdrojem dovozu do Madagaskaru je Čína (18,6%), na druhém místě Evropská unie (17,3%), dále potom Indie, Jihoafrická republika, Spojené arabské emiráty, Pákistán a USA. Madagaskar v rámci Evropské unie v oblasti obchodu nejvíce spolupracuje s Francií a Německem.
Vztahy mezi Evropskou unií a Madagaskarem jsou založeny na Dohodě z Cottonu, která dala základ pro politickou, ekonomickou, obchodní a rozvojovou spolupráci. Na uspořádání obchodních vztahů mezi Evropskou unií a se vztahuje prozatímní Dohoda o ekonomickém partnerství (EPA) uzavřená v roce 2009 s Mauriciem, Madagaskarem, Seychelami a Zimbabwe. Domluvy o plnohodnotné Dohodě o ekonomickém partnerství s celým blokem východní a jižní Afriky (tzv. ESA = zahrnuje navíc ještě Džibutsko, Etiopii, Eritreu, Komory, Súdán a Zambii) se zatím nedaří.
V roce 2017 byly součástí vývozu nejvíce zastoupeny nerostné suroviny (376,6 mil. USD), dále pak vanilka (106,4 mil. USD) a ropa (20,7 mil. USD). V menším zastoupení potom také mořské plody, topické plody a textil. V dovozu byly nejvíce zastoupeny nerostné suroviny (421,7 mil USD), spotřební zboží (305,9 mil.), kapitálové statky (295,3 mil) a rýže.
Hlavním zdrojem přílivu přímých zahraničních investic do země jsou tzv. EPZ (EXPORT PROCESSING ZONE). Jedná se o zvláštní režim výroby pro další vývoz, který v zemi funguje od roku 1991 a láká domácí i zahraniční investory s možností bezcelních dovozů a s úlevami na dani z přijmu. Dále také umožňuje volnější politiku týkající se zaměstnanců, pobytů investorů apod.) Status EPZ obdrželo přibližně 150 firem a z nich je jich 50% evropských (převážně francouzských), 30% mauricijských, 15% asijských a 5% madagaskarských. Tyto firmy přinášejí zemi 80 tis. 
pracovních míst. Investice směřují zejména do zemědělství, textilního průmyslu a služeb. 
Francie je jedinou zemí, s níž má Madagaskar uzavřenou dohodu o ochraně investic 

## Ekonomické problémy
Madagaskar se stále řadí mezi jednu z nejchudších zemí světa. Dlouhá vláda prezidenta Didiera Ratsiraka (1975-1993, 1997-2002) se spolu s častými vojenskými převraty podepsala na současném stavu ekonomiky Madagaskaru. Především bující korupce a rozkrádání peněz z mezinárodní pomoci určených pro rozvoj země dala základ neutěšenému stavu hospodářství této chudé země.
Korupce je jeden z hlavních problémů rozvíjejících zemí obecně, protože snižuje důvěru ve státní správu a odhání zahraniční investory. 
Dalším velkým problémem, který brzdí rozvoj ekonomiky na Madagaskaru je špatná infrastruktura. Pouze zhruba 10% z 50 000 km silnic má zpevněný povrch. V období dešťů se tak stává doprava po ostrově velmi složitou. 
I přes nezávislost získanou na Francii v roce 1960 si Madagaskar udržuje koloniální ráz. S Ekonomikou úzce navázanou na přírodní zdroje. Tato „zaostalost“ dále brzdí ekonomický růst země. Stát nadále vlastní většinu půdy, korupce a časté změny ve vedení země bez řádných voleb jsou důvodem přerušování zahraniční pomoci na které je tato subsaharská země závislá.
Zemědělství, na kterém je tato země extrémně závislá se potýká s problémy, které souvisí především se změnami počasí (sucho, zemětřesení, záplavy), špatným přístupem na trhy a kolísáním cen komodit. 
Hrubý domácí produkt dle světové banky stabilně roste od roku 2016 o 4% a více. Nicméně v historii na tom byl Madagaskar lépe. Kdy po poklesu HDP v roce 2002 o 12,7% následovali roky růstu v rozmezí 4,6 – 9,8 %. Toto období růstu zastavil až vojenský převrat v roce 2009. Následován obdobím jen mírného růstu do 3% HDP. Dlouho si země nestojí špatně, její veřejný dluh činí necelých 40% HDP s ročním deficitem kolem 2% HDP. 